# Уку Пача

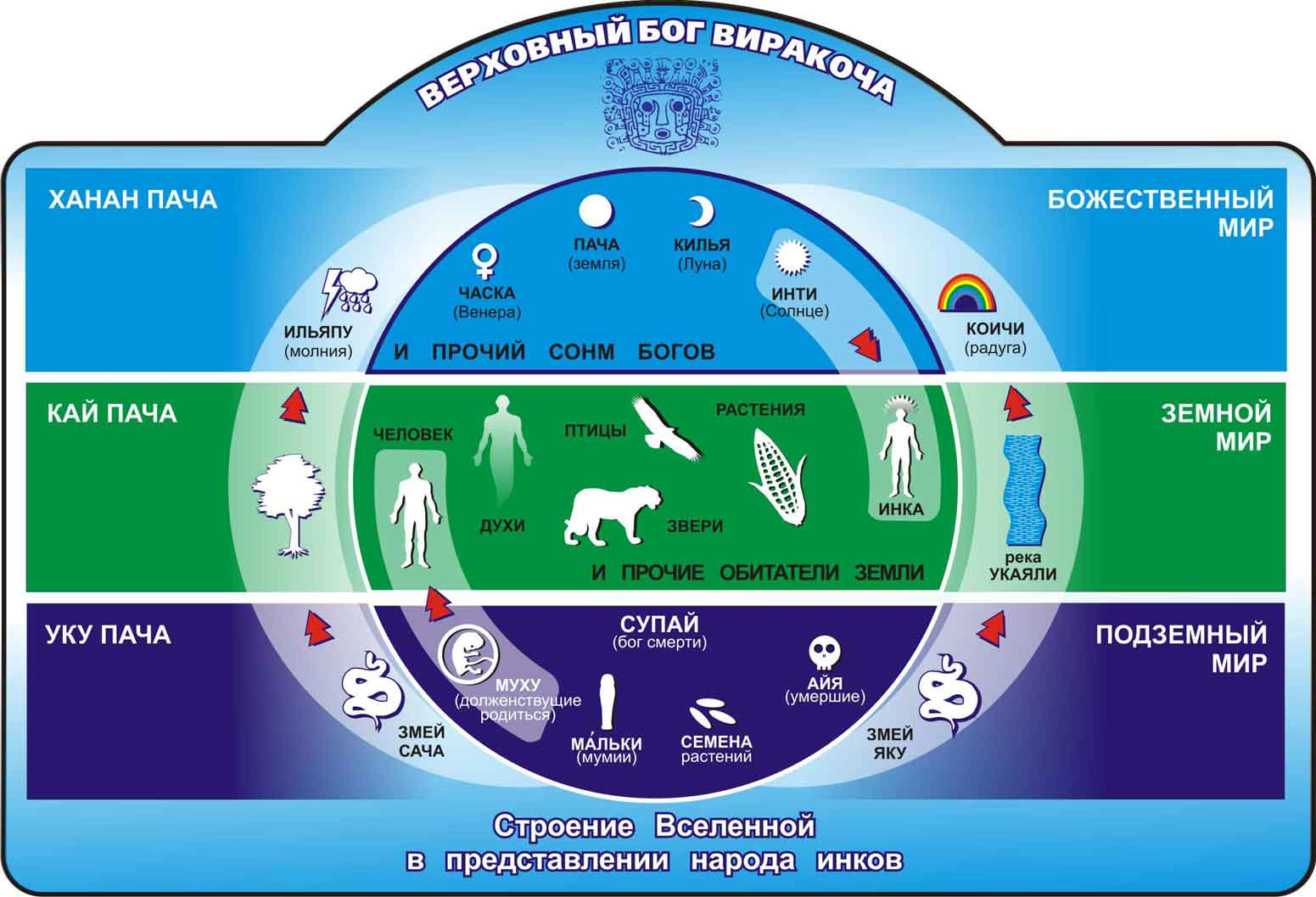
Космологія інків. Три світи: Ханан Пача, Кай Пача, Уку Пача.

Уку Пача (кеч. Ukhu pacha) — в міфології інків підземний, потойбічний світ, в якому мешкають мертві і ненароджені люди і деякі боги. За легендою розташовується нижче землі і під водою, різні печери і земні розломи вважалися у інків ходами між Уку Пача і Кай Пача (земний світ). Правителем Уку Пача є бог смерті і демонів Супай.